# Kloster Gramzow

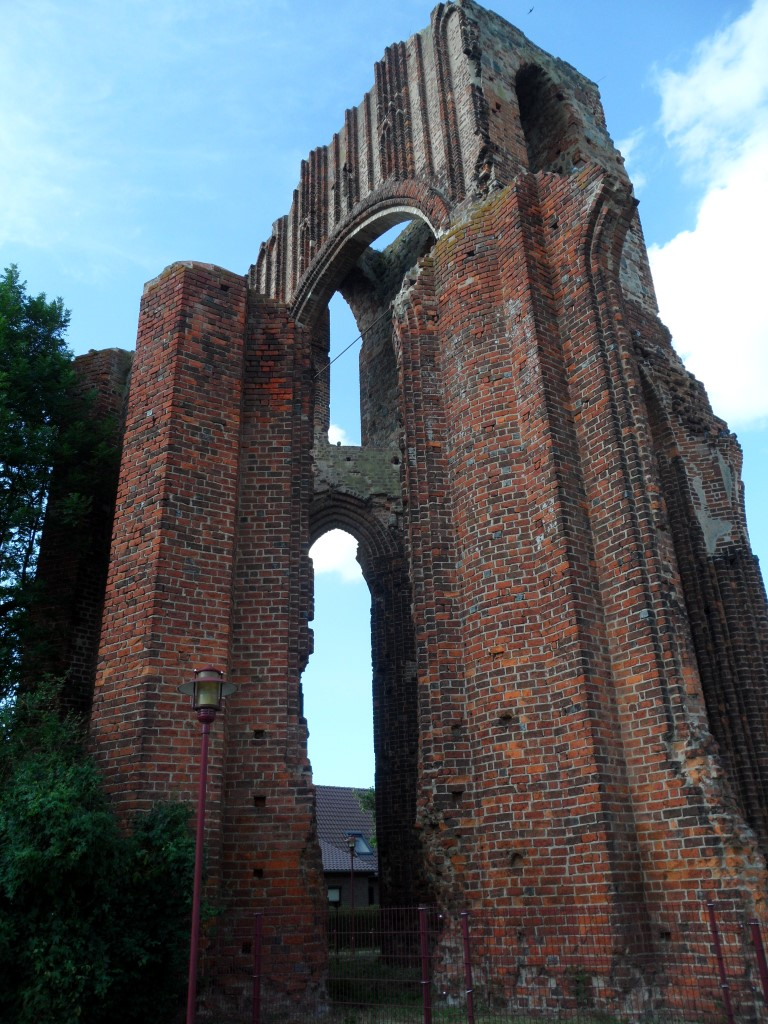
Ruine der Stiftskirche, 2014

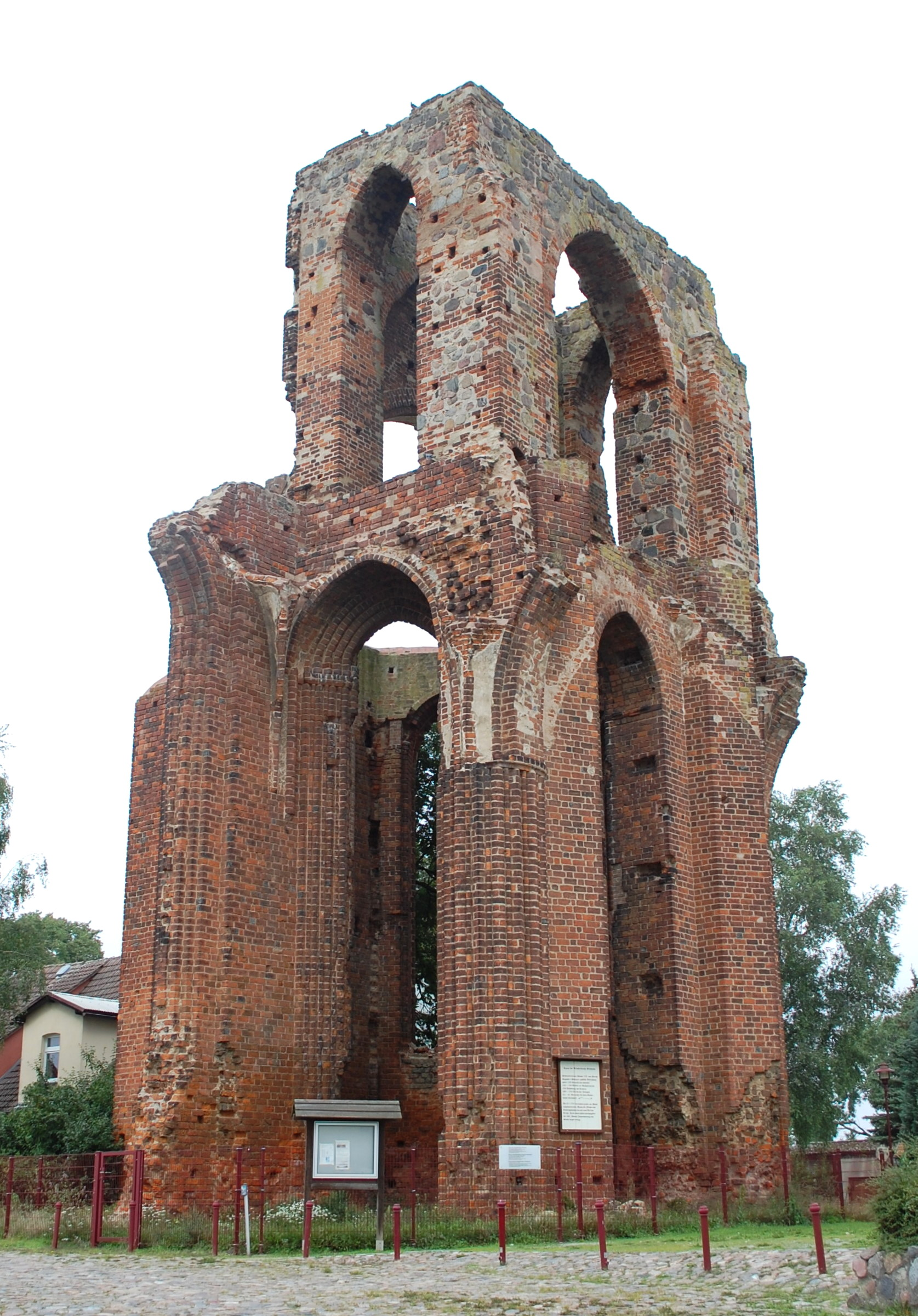
2012

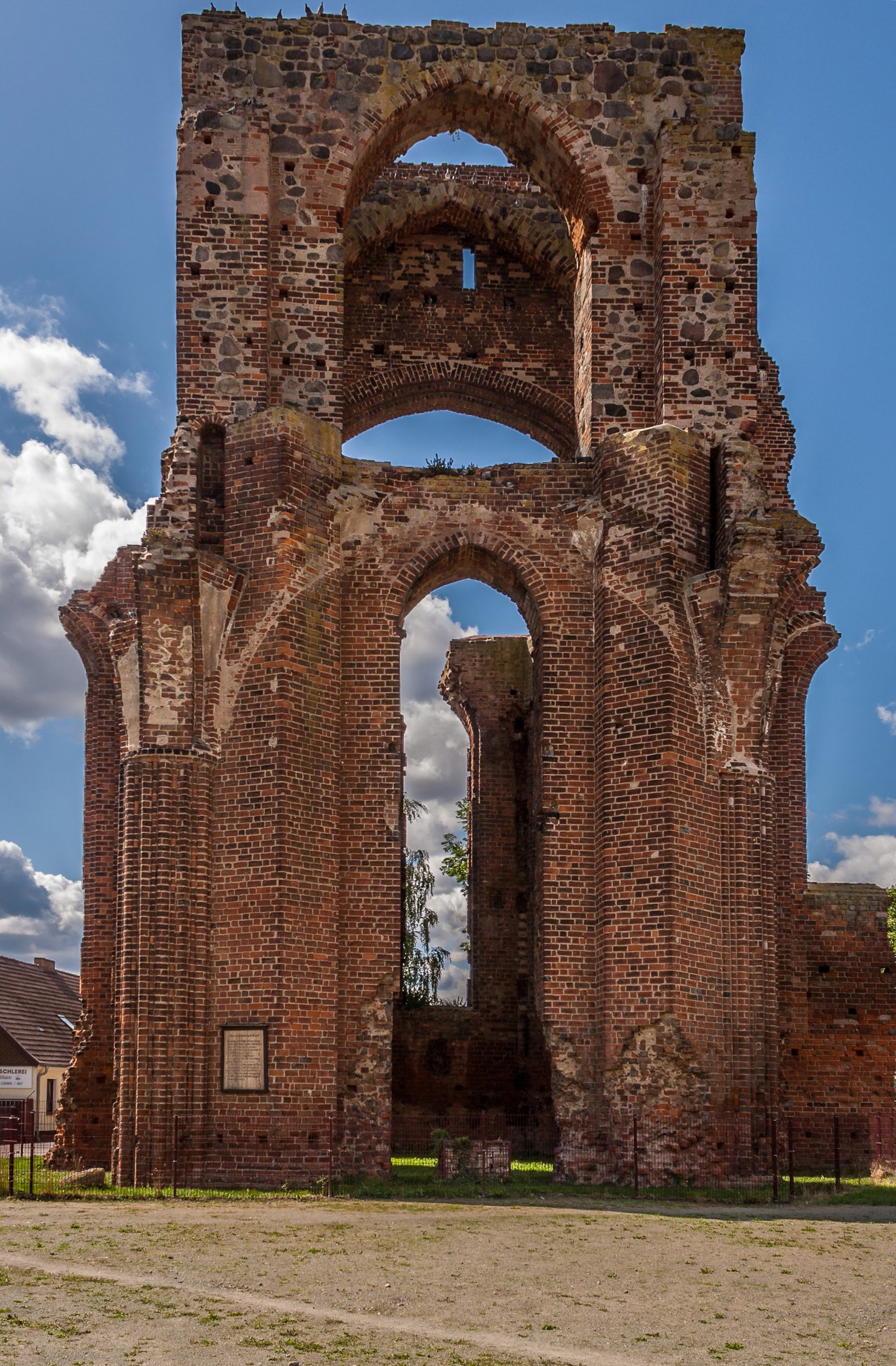
2009

Das Kloster Gramzow war ein Prämonstratenser–Stift in Gramzow in der Uckermark von 1178 bis etwa 1545. Reste der Stiftskirche blieben erhalten.

## Lage
Das Stift befand sich am südlichen Ufer des Haussees in der Nähe von Prenzlau. Die erhaltenen Reste der Kirche stehen im nördlichen Teil des jetzigen Dorfes.

## Geschichte

### Gründung um 1177
Von 1168 ist die erste Erwähnung des Ortes Gramzow, im Besitz des Prämonstratenserstiftes Grobe bei Usedom erhalten.
Um 1177 gründete
Herzog Bogislav I. dort ein eigenständiges Prämonstratenserstift. Dafür hatte dieser Gramzow, das 1177 nicht mehr als Besitz Grobes erwähnt wurde, gegen das Dorf Caruiz eingetauscht.
Möglicherweise gab es auch Einflüsse des Domkapitels Ratzeburg, wegen des gemeinsamen Patroziniums Maria und dem Evangelist Johannes. Auch Beteiligung von Chorherren aus Jerichow kann nicht ausgeschlossen werden.
Wie weit die Erstausstattung des Stifts über Gramzow hinausging, ist nicht bekannt.
Nach wenigen Jahren wurde das Stift durch Kriegseinwirkungen stark beschädigt.

### Neugründung 1216 und Besitz
Um 1216 erfolgte eine Neugründung.
1236 erhielt es das Dorf Tristingow bei Suckow für das Stiftsdorf Wollenthin bei Prenzlau. Früh gehörten Briest und Meichow zum geschlossenen Besitz. In Lützlow und Weselitz besaßen die Prämonstratenser Anteile. Wahrscheinlich in der ersten Hälfte des 14. Jahrhunderts kamen Zehnebeck und Wendemark, noch vor 1354 Fredersdorf und Melzow dazu. Der Flurname Ratzeburg für eine Wüstung in der Nähe der Rathsburgseen bei Blankenburg kann auf die Herkunft der ersten Chorherren zurückgeführt werden.

## Weitere Entwicklung
Nach Einführung der Reformation in Brandenburg wurde das Stift um 1545 in ein kurfürstliches Amt umgewandelt. 
1687 wurde sie an als Glaubensflüchtlinge in das Land gekommene Hugenotten übergeben. Im Jahr 1714 brannte das Stift jedoch ab. Der westliche Teil blieb als Ruine erhalten. Die Konventsgebäude wurden abgerissen.
In den Jahren 1996/1997 erfolgten Grabungen, die jedoch keine Ergebnisse zu Vorgängergebäuden oder zum ursprünglichen Grundriss erbrachten.

## Architektur der erhaltenen Ruine
Die heute als Ruine erhaltene Stiftskirche wurde vermutlich in der ersten Hälfte des 14. Jahrhunderts errichtet. Sie war als dreischiffige Backsteinhalle ausgeführt und verfügte über vier Joche. Die ursprüngliche Gestaltung des östlichen Abschlusses ist unbekannt.
Teile der westlichen Wand der Kirche mit hohen Strebepfeilern sind erhalten. Aus der Westfront treten dreiseitig Reste der Kapelle hervor, für die in dieser Form keine typologischen Vorbilder bekannt sind. Hier sind auch die Fenstergewände erhalten geblieben. Oberhalb der sechseckigen Kapelle befinden sich Reste eines massiven, querrechteckigen Obergeschosses. An ihm befinden sich Überbleibsel des ehemaligen westlichen Blendgiebels. Möglicherweise entstand dieser Teil nicht in der gleichen Zeit wie die Kapelle.
Die erhaltenen westlichen Pfeiler des Langhauses sind auf einem unregelmäßigen Grundriss errichtet. Sie verfügen über ein komplexes Profil. Es wird aus breiten Halbrundvorlagen gebildet, die von Rundstäben begleitet werden. Zwischen Halbrundvorlagen befinden sich Grate aus über das Eck gestellten Ziegelsteinen. Ähnliche, allerdings etwas einfacher ausgeführte Profile befinden sich an der Kirche des Klosters Chorin und an der Berliner Franziskanerkirche. Die Reste des Giebels sind mit Paaren zweibahniger Lanzettenblenden versehen. Sie werden von Streben mit Blendenschmuck gefasst. Ähnlichkeiten bestehen mit dem Ostgiebel der Greifswalder Marienkirche.